# Gerhard Rühm

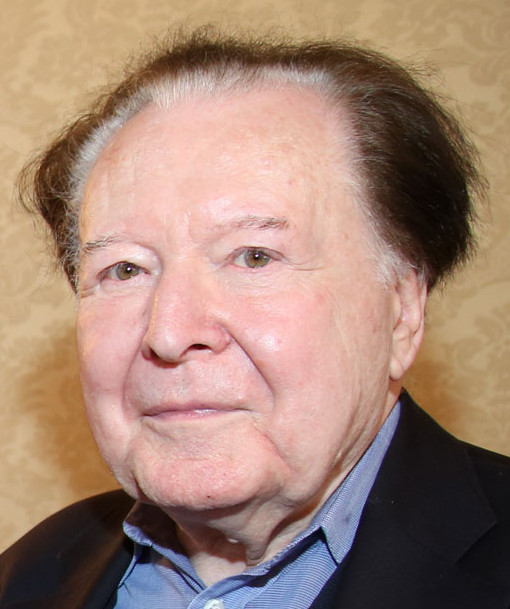
Gerhard Rühm (2015)

Gerhard Rühm (* 12. Februar 1930 in Wien) ist ein österreichischer Schriftsteller, Komponist und bildender Künstler.

## Biografie
Rühm studierte die Fächer Klavier und Komposition an der Universität für Musik und darstellende Kunst in Wien. Nach seinem Studium nahm er Privatunterricht bei dem Zwölftonkomponisten Josef Matthias Hauer. Seit Anfang der 1950er Jahre produzierte er Lautgedichte, Sprechtexte, visuelle Poesie, Photomontagen und Buchobjekte. Er ist Mitgründer der Wiener Gruppe (mit Friedrich Achleitner, H. C. Artmann, Konrad Bayer und Oswald Wiener) und auch Herausgeber der gleichnamigen Anthologie. Anreger für seine Kunst waren u. a. August Stramm, Kurt Schwitters, Gertrude Stein, Carl Einstein und Paul Scheerbart. Von 1972 bis 1996 war er Professor an der Hochschule für bildende Künste in Hamburg und von 1978 bis 1982 Präsident der Grazer Autorenversammlung. Rühms Arbeiten sind im Grenzbereich von Musik, Sprache, Gestik und Visuellem angesiedelt. Seine Hör-Produktionen sind herausragende Beispiele für das Neue Hörspiel und die Akustische Kunst. Außerdem verfasste er zahlreiche Werke der experimentellen Poesie für zwei Stimmen, die er gemeinsam mit seiner Frau Monika Lichtenfeld (1938–2023), mit der er seit 1976 verheiratet gewesen war, vortrug. Laut einer Aussage von Rühm in einer Dokumentation von 2010 entsprang diese Art von Texten dem Wunsch, seine Frau auf seine Lesereisen mitzunehmen. Während eines Aufenthalts im Libanon beschäftigte er sich mit arabischer Musik. Sein Werk ist mit zahlreichen Preisen ausgezeichnet worden. Seit 2005 gibt Michael Fisch seine Gesammelten Werke heraus. Gerhard Rühm selbst verwaltet den Nachlass von Franz Richard Behrens und ist Herausgeber des Werkes von Konrad Bayer. Seit 1978 ist er Mitglied der Freien Akademie der Künste Hamburg. 2009 erhielt er den Alice-Salomon-Poetik-Preis und am 25. Januar 2010 die Ehrendoktorwürde der Universität zu Köln.
Der Fotograf und Regisseur David Rühm ist Rühms Sohn. Rühm lebte jahrzehntelang in Köln, nach dem Tod seiner Frau zog er zurück nach Wien und lebt nun in der bildungsbürgerlich eingerichteten Wohnung seiner Eltern.

## Über Gerhard Rühm
„Aus expressiven und unmittelbar bedeutsamen Botschaften macht Rühm sich nichts, eher hält er es mit nahezu minimalistischen Strategien, wobei er den Zufall neben der Ordnung bestehen lässt. Die expressionistische Musiksprache der Schönberg-Schule interessiert ihn weniger, doch Reihen-Schemata spielen in seinem (literarischen) Werk eine bedeutende Rolle. Zufalls-Momente wie sich wiederholende Raster spielen bei ihm in Sprache und Aktion, in Musik und Graphik eine erhebliche Rolle.“

## Ausstellungen
- 2017: soon | just | now. gerhard rühm als intermediapionier, Zentrum für Kunst und Medien
- 2019/20: Gerhard Rühm. Am Anfang war das Wort. Bücher der besonderen Art, Kunst- und Museumsbibliothek der Stadt Köln
- 2020/21: Gerhard Rühm: WORT UND BILD, Robert-Musil-Institut für Literaturforschung der Universität Klagenfurt

## Auszeichnungen
- 1976: Österreichischer Würdigungspreis für Literatur
- 1977: Karl-Sczuka-Preis für Wintermärchen. Ein Radiomelodram
- 1984: Hörspielpreis der Kriegsblinden (für Wald. Ein deutsches Requiem)
- 1984: Literaturpreis der Stadt Wien
- 1991: Großer Österreichischer Staatspreis für Literatur
- 1991: Ehrenmedaille der Bundeshauptstadt Wien
- 2007: Alice Salomon Poetik Preis
- 2007: Goldenes Ehrenzeichen für Verdienste um das Land Wien
- 2010: Ehrendoktorwürde der Universität zu Köln
- 2013: Österreichisches Ehrenzeichen für Wissenschaft und Kunst
- 2014: Preis der Stadt Wien für Bildende Kunst
- 2015: Karl-Sczuka-Preis für Hugo Wolf und drei Grazien, letzter Akt
- 2022: America Award in Literature

## Gesammelte Werke
- Gesammelte Werke. Herausgegeben von Michael Fisch, ISBN 978-3-88221-515-1
- Band 1.1 und 1.2: Gedichte. Herausgegeben von Michael Fisch. Parthas Verlag, Berlin 2005, ISBN 978-3-88221-516-8
- Band 2.1: Visuelle Poesie. Herausgegeben von Monika Lichtenfeld. Parthas Verlag, Berlin 2006, ISBN 978-3-88221-517-5
- Band 2.2: Visuelle Musik. Herausgegeben von Monika Lichtenfeld. Parthas Verlag, Berlin 2006, ISBN 978-3-88221-526-7
- Band 3.1: Auditive Musik. Herausgegeben von Monika Lichtenfeld. Matthes & Seitz, Berlin 2013, ISBN 978-3-88221-520-5
- Band 3.2: Radiophone Poesie. Herausgegeben von Paul Pechmann. Matthes & Seitz, Berlin 2016, ISBN 978-3-95757-358-2
- Band 4.1: Bildzyklen. Erster Teilband. Herausgegeben von Monika Lichtenfeld. Matthes & Seitz, Berlin 2019, ISBN 978-3-95757-929-4
- Band 4.2: Bildzyklen. Zweiter Teilband. Herausgegeben von Monika Lichtenfeld. Matthes & Seitz, Berlin 2020, ISBN 978-3-95757-930-0
- Band 5: Theaterstücke. Herausgegeben von Michael Fisch und Monika Lichtenfeld. Matthes & Seitz, Berlin 2010, ISBN 978-3-88221-518-2
- Band 6.1: Prosa. Erster Teilband. Herausgegeben von Monika Lichtenfeld. Matthes & Seitz, Berlin 2023, ISBN 978-3-7518-0905-4
- Band 6.2: Prosa. Zweiter Teilband. Herausgegeben von Monika Lichtenfeld. Matthes & Seitz, Berlin 2023, ISBN 978-3-7518-0906-1
- Band 7: melodramen, lieder, chansons.
- Band 8.1 und 8.2: bildnerische arbeiten.
- Band 9: theoretische schriften.
- Band 10: nachträge.

Diese Werkausgabe ist auf zehn Bände (in sechzehn Einzelbänden) angelegt und wird mit dem fünften Band seit 2010 vom Verlag Matthes & Seitz Berlin fortgeführt.

## Tonträger
- Interpretation von Josef Matthias Hauer: Sieben kleine Stücke für Klavier op.3, Fünf Hölderlin-Lieder op. 6, Sechs Zwölftonspiele, Gerhard Rühm (Klavier) und Adelina Rühm (Sopran), Amadeo AVRS 3013, Wien, LP 1953.
- ich küsse heiß den warmen sitz – gerhard rühm spielt und singt eigene chansons nach texten von rühm, bayer und wiener, da camera song sm 95022, Heidelberg, LP, 1969
- Selten gehörte Musik. 3. Berliner Dichterworkshop 12./13.7.1973. LP, Edition Hansjörg Mayer, Stuttgart 1974 (Dieter Roth, Gerhard Rühm, Oswald Wiener)
- Selten gehörte Musik. Novembersymphonie (Doppelsymphonie). 2. Berliner Musik-Workshop 15.–26. Nov. 1973. 2LP, Edition Hansjörg Mayer, Stuttgart 1974 (Dieter Roth, Gerhard Rühm, Oswald Wiener)
- Selten gehörte Musik. Münchner Konzert Mai 1974. 3-LP-Set, Edition Hansjörg Mayer, Stuttgart/London/Reykjavík 1975 (Günter Brus, Hermann Nitsch, Dieter Roth, Gerhard Rühm, Oswald Wiener)
- Selten gehörte Musik. Streichquartett 558171 (Romenthalquartett). 3-LP-Set, Edition Hansjörg Mayer, Stuttgart/London/Reykjavík 1976 (Günter Brus, Hermann Nitsch, Dieter Roth, Gerhard Rühm)
- Selten gehörte Musik. Musica Che Si Ascolta Raramente. Das Berliner Konzert November 1974. 3-LP-Set, Edizioni Morra/Pari e Dispari/Edition Hj Mayer, Reggio Emilia/Neapel/Stuttgart 1977 (Christian Ludwig Attersee, Günter Brus, Hermann Nitsch, Arnulf Rainer, Gerhard Rühm, Dominik Steiger, Oswald Wiener)
- Selten gehörte Musik. Abschöpfsymphonie. 4-LP-Set, Edition Hansjörg Mayer/Edition Lebeer-Hossmann, Stuttgart/Brüssel/Hamburg 1979 (Christian Ludwig Attersee, Heinz Cibulka, Herbert Hossmann, Hansjörg Mayer, Hermann Nitsch, Paul Renner, Björn Roth, Dieter Roth, Gerhard Rühm, Dieter Schwarz, André Thomkins, Oswald Wiener)
- Zusammen mit Christian Attersee: Klaviertreiben, Gerhard Rühm (Klavier), Christian Attersee (Klavier), Galerie Heike Curtze 001, Privatpressung, Düsseldorf/Wien, 1981.
- bleistiftmusik. (= 1 MC in Kassette zu dem Buch-Objekt mit 14 Dias Bleistiftmusik). Köln: Edition Hundertmark 1982.
- das leben chopins und andere ton-dichtungen., Edition Block EB 115/6, Berlin, DoLP, 1988.
- botschaft an die zukunft. Gesammelte Sprechtexte. Reinbek: Rowohlt 1988. (= 1 MC in Kassette zu dem Buch Botschaft an die Zukunft) ISBN 3-498-05718-9.
- Wiener Lieder und Gedichte. Graz und Wien: Droschl 1993 (= CD in Kassette zu dem Buch Sämtliche Wiener Dialektdichtungen) ISBN 3-85420-344-6.
- vom eintonstück zum damentango. Klavierstücke und Melodramen 1950–1997. Edition Zeitton. Wien: Österreichischer Rundfunk 1998. (= 3 CD in Kassette) CD 151.
- Opheila and the words / Wald, ein deutsches Requiem / Kleine Geschichte der Zivilisation. Mainz: Wergo 1998. (= Ars Acustica in Koproduktion mit dem WDR.)
- Rhythmus R (1958/auditive Fassung 1968) in: 2:3 – Oswald Wiener zum 65. Geburtstag, hrsg. von Nils Röller und Klaus Sander. Audio-CD, supposé, Köln 2000, ISBN 978-3-932513-18-3.
- verlier' nicht den kopf aus liebe. Gesammelte Chansons aus fünf Jahrzehnten. Edition Zeitton. Wien: Österreichischer Rundfunk 2000. (= 3 CD in Kassette) CD 211.
- Zusammen mit Konrad Bayer: gemeinschaftsarbeiten 1957–1962. Köln: supposé 2002. (= 1 CD in Pappschuber) ISBN 978-3-932513-33-6.
- foetus. Graz: Literaturhaus 2003. (= Produktion des ORF-Landesstudio im Rahmen von Graz 2003. Europäische Kulturhauptstadt.)
- Sehr selten gehörte Tanzmusik. Kunstmuseum Hannover, „Literanover 80“ Festival, 16. November 1980. 2-CD, Tochnit Aleph, Berlin/Kopenhagen 2022 (Christian Attersee, Gerhard Rühm, Oswald Wiener)

## Hörspiele
- 1973: Erste Folge kurzer Hörstücke. Regie: Gerhard Rühm. hr/BR 1973
- 1975: Von Welt zu Welt. Mit Gisela Hoeter, Helmut Krauss. Regie: Gerhard Rühm. BR 1975.
- 1976: Wintermärchen. Ein Radiomelodram. Mit Eva Garg, Rudolf Jürgen Bartsch, Matthias Ponnier, Michael Thomas. Regie: Gerhard Rühm. WDR 1976.
- 1992: Wien wie es klingt. O-Ton-Hörspiel. WDR/ORF 1991/92
- 1994: Damentennis. Regie: Gerhard Rühm. WDR 1994.

### Einzelausgaben von Gerhard Rühm
- hosn rosn baa. (mit Friedrich Achleitner und H. C. Artmann), Frick, Wien 1959. Ohne ISBN.
- konstellationen. Frauenfeld in der Schweiz: gomringer-press 1961. (= konkrete poesie/poesia concreta 4) Ohne ISBN.
- Gerhard Rühm (Hrsg.): Die Pegnitz-Schäfer. Georg Philipp Harsdörffer, Johann Klaj, Sigmund von Birken. Gedichte. Berlin: Gerhard 1964. Ohne ISBN.
- fenster Texte. Reinbek bei Hamburg: Rowohlt 1968. Ohne ISBN.
- Thusnelda. Romanzen. Stierstadt im Taunus: Eremiten-Presse 1968. Ohne ISBN.
- DA. Eine Buchstaben-Geschichte für Kinder. Frankfurt am Main: Insel 1970. Ohne ISBN.
- Gesammelte Gedichte und visuelle Texte. Reinbek bei Hamburg: Rowohlt 1970, ISBN 3-498-05668-9.
- Knochenspielzeug. Märchen und Fabeln. Mit Graphiken von Christian Ludwig Attersee. Stierstadt im Taunus: Eremiten-Presse 1970. Ohne ISBN.
- die frösche. Und andere Texte. Reinbek bei Hamburg: Rowohlt 1971. (= Rowohlt Taschenbuch 1460) ISBN 3-499-11460-7.
- Die Reise nach Cythera. Zehn Umdichtungen. Stierstadt im Taunus: Eremiten-Presse 1971, ISBN 3-87365-017-7.
- Ophelia und die Wörter. Gesammelte Theaterstücke 1954–1971. Darmstadt und Neuwied: Luchterhand 1972. Ohne ISBN.
- Mann und Frau. Darmstadt und Neuwied: Luchterhand 1972. Ohne ISBN.
- wahnsinn. Litaneien. München: Hanser 1973, ISBN 3-446-11777-6 (= Mit einer Schallplatte).
- Comic. Edition Neue Texte, Linz 1975. Ohne ISBN.
- bücher bilder bilder-bücher. Berlin: Edition am Mehringdamm 1976. (= 4. Publikation der Edition am Mehringdamm).
- Adelaides Locken. Illustration und Nachrede zu einem Gedicht von Johann Heinrich Füssli. Köln und Berlin: Edition Hundertmark 1979. Ohne ISBN.
- automatische zeichnungen. Wien: Museum Moderne Kunst 1979 (= Publikation 13 a) Ohne ISBN.
- fotomontagen. 1958–1966. Wien: Museum Moderne Kunst 1979 (= Publikation 13 b) Ohne ISBN.
- hand- und körperzeichnungen. Wien: Museum Moderne Kunst 1979 (= Publikation 13 c) Ohne ISBN.
- knochenspielzeug. Märchen, Fabeln und Liebesgeschichten. Düsseldorf: Eremiten-Presse 1979, ISBN 3-87365-138-6.
- Zeichnungen aus dem Bestand der Galerie. München: Galerie Klewan 1979. Ohne ISBN.
- Selten gezeigte Kunst. Gruppenarbeiten aus Berlin (Gerhard Rühm und andere). München: Galerie Klewan 1979. Ohne ISBN.
- super rekord 50 + 50 (mit Friedrich Achleitner). Edition Neue Texte, Linz 1980, ISBN 3-900292-17-5.
- Abenteuer des Don Juan. Zeichnungen 1980/81. Innsbruck, Wien und Düsseldorf: Galerien Krinzinger und Curtze 1981. Ohne ISBN.
- Triumph des Herzens. Malerei, Kitsch und Kuriosa. (Gerhard Rühm und andere) München: Galerie Klewan 1982. Ohne ISBN.
- Schriftzeichnungen 1956–1977. Hannover: Verlag Zweitschrift 1982. Ohne ISBN.
- Bleistiftmusik (Buchobjekt mit 1 MC und 14 Dias.). Köln: Edition Hundertmark 1982. Ohne ISBN.
- Salome. Nachdichtung des Textes von Oscar Wilde. Frankfurt am Main: Verlag der Autoren 1983, ISBN 3-88661-057-8.
- Zwölf Österreicher (Gerhard Rühm und andere). München: Galerie Klewan 1983. Ohne ISBN.
- Text Bild Musik. Ein Schau- und Lesebuch. Edition Freibord, Wien 1984. Ohne ISBN (=Freibord 41/42).
- Wandrers (Geheimnis). Köln: Edition Hundertmark 1985. Ohne ISBN (= 18. Heft der Edition Hundertmark).
- Die Wiener Gruppe. Achleitner, Artmann, Bayer, Rühm, Wiener. Herausgegeben von Gerhard Rühm. Reinbek bei Hamburg: Rowohlt 1985, ISBN 3-498-07300-1 (Erweiterte Neuausgabe).
- leselieder/visuelle musik. Bielefeld und Graz: Kommunale Galerie und Kulturhaus 1986. Ohne ISBN.
- Zeichnungen. Salzburg und Wien: Residenz 1987, ISBN 3-7017-0482-1.
- botschaft an die zukunft. Gesammelte Sprechtexte. (MIt 1 MC im Schuber) Reinbek bei Hamburg: Rowohlt 1988, ISBN 3-498-05718-9.
- reisefieber. Theatralische Ereignisse in fünf Teilen. Reinbek bei Hamburg: Rowohlt 1989, ISBN 3-498-05723-5.
- Albertus Magnus Angelus. Salzburg und Wien: Residenz 1989, ISBN 3-7017-0599-2.
- Schrifttuschen. Frankfurt am Main: Kunstverein 1989. Ohne ISBN.
- Geschlechterdings. Chansons, Romanzen, Gedichte. Reinbek bei Hamburg: Rowohlt 1990, ISBN 3-498-05729-4.
- theatertexte. Frankfurt am Main: Verlag der Autoren 1990, ISBN 3-88661-113-2.
- zeichnungen und scherenschnitte. Mürzzuschlag: Walter-Buchebner-Gesellschaft 1990. Ohne ISBN.
- Die Kunst der Fingerfertigkeit. Hommage á Carl Czerny. Zell am See: Galerie Zell am See 1991. Ohne ISBN.
- Die Winterreise dahinterweise. Neue Gedichte und Fotomontagen. Zu Franz Schuberts Liederzyklus. Klagenfurt: Ritter 1991, ISBN 3-85415-087-3.
- liederbilder. Galerie am Steinernen Kreuz, Bremen 1992. Ohne ISBN.
- überkreuzt (mit Heinz-Günter Prager). Wienand, Köln 1993, ISBN 3-87909-333-4.
- Sämtliche Wiener Dialektdichtungen. (Mit 1 CD im Schuber) Graz und Wien: Droschl, 1993, ISBN 3-85420-344-6 (= Edition Neue Texte).
- textall. ein utopischer roman. Reinbek bei Hamburg: Rowohlt 1993, ISBN 3-498-05736-7.
- Musik des Verstummens. Ein Zyklus zu zwölf Collagen. Meiningen: Galerie Ada 1994. Ohne ISBN.
- Bravo. Ein Sittenbild aus den fünfziger Jahren. Haymon, Innsbruck 1994, ISBN 3-85218-176-3.
- auf messers schneide. Zwei Stücke mit einer CD. Haymon, Innsbruck 1995, ISBN 3-85218-198-4.
- zeichen-buch. Hamburg: Kunsthalle 1995. Ohne ISBN.
- 3 fragen, 2 sätze, bitten. Hamburg: Material 1995, ISBN 3-9802934-7-5.
- knochenspielzeug. Düsseldorf: Eremiten 1995. (Neuausgabe) ISBN 3-87365-298-6.
- drei kinematographische texte. Wien: Edition Freibord 1996, ISBN 3-900483-42-6.
- Visuelle Poesie. Arbeiten aus vier Jahrzehnten. Haymon, Innsbruck 1996, ISBN 3-85218-223-9.
- Coole Serie in memoriam. Salzburg: Edition Fotohof 1996, ISBN 3-901756-02-7.
- Konrad Bayer – Sämtliche Werke. Herausgegeben von Gerhard Rühm. (Überarbeitete Neuausgabe) Stuttgart: Klett-Cotta 1996, ISBN 3-608-93382-4.
- lesebilder – bildgedichte. Gumpoldskirchen: DEA 1997, ISBN 3-901867-00-7.
- Wo die Landschaft beginnt (gefährlich zu werden). Bremen: Galerie am Steinernen Kreuz 1998. Ohne ISBN.
- Organische und geometrische Formen. Salzburg: Galerie im Traklhaus 1999, ISBN 3-901369-12-0.
- Um zwölf Uhr ist es Sommer. Gedichte, Sprechtexte, Chansons, Theaterstücke, Prosa. Stuttgart: Reclam 2000, ISBN 3-15-018055-4.
- ICH. I love you, Ich-bilder und Ich-Objekte. Weitra: Bibliothek der Provinz 2000, ISBN 3-85252-392-3.
- Besteckstück. Für ein Tischtheater. (Sonderdruck) Reinbek bei Hamburg: Rowohlt 2000. Ohne ISBN.
- Kunst-Stücke. Texte aus fünf Jahrzehnten. Wien: Libro 2000, ISBN 3-85494-103-X.
- LICHT. Visuelle Poesie Visuelle Musik. Graz: Steierischer Herbst 2001. Ohne ISBN.
- momentgedichte und kurzgeschichten. Köln: Edition Fundamental 2001. Ohne ISBN.
- schwellenchronik der jahrtausendwende. Mit Randglossen zur Angelologie. Graz: Droschl 2001, ISBN 3-85420-588-0.
- masoch. Eine rituelle Rezitation. Graz: Droschl 2003, ISBN 3-85420-636-4.
- Das Welthände. Wien: Edition Freibord 2003, ISBN 3-900483-53-1.
- Was verschweigt die schwarze Witwe? Schrift-, Sprech- und Bildanagramme. Graz. Droschl 2004, ISBN 3-85420-655-0.
- Die geregelte Wiedervereinigung Europas. Ein Beitrag zu einer erotischen Geografie. Wien: Freibord 2004. Ohne ISBN.
- Weit weg und ganz nah. Kassel: Kunsthalle Fridericianum 2006, ISBN 3-927015-48-2.
- Kleine österreichische Volkskunde. Wien: Edition Freibord 2008. Ohne ISBN.
- Schriftbilder. Köln: Museum Ludwig 2008 (Grafische Sammlung). Ohne ISBN.
- Aspekte einer erweiterten Poetik. Vorlesungen und Aufsätze. Berlin: Matthes und Seitz 2008, ISBN 978-3-88221-736-0.
- Von Graz nach Grinzing oder Robert Blum im Himmel. Klagenfurt: Ritter 2010, ISBN 978-3-85415-461-7.
- Sichtwechsel. Weitra: Bibliothek der Provinz 2010, ISBN 978-3-900000-64-6.
- Lügen über Länder und Leute. Vollständige Erzählungen und Gedichte. Klagenfurt: Ritter 2011, ISBN 978-3-85415-476-1.
- Rosenkränze und Kettengedichte. Hannover: Officin Albis 2011, ISBN 978-3-926152-15-2.
- hero liest grillparzer / leander lernt schwimmen. eine klassische liebesgeschichte // kuchen und prothesen. zwei dutzend kurzprosatexte. Klagenfurt: Ritter 2019, ISBN 978-3-85415-596-6.
- Epigramme und Epitaphe. Klagenfurt: Ritter 2021, ISBN 978-3-85415-627-7.
- der mann mit eigenschaften. ein litaneiroman. Wien: Edition Melos 2022, ISBN 978-3-9505056-4-1.
- die gefaltete uhr. 100 zahlendichtungen. Klagenfurt, Graz, Wien: Ritter Verlag 2023, ISBN 978-3-85415-659-8.
- Gerhard Rühm, Martina Kudláček: zugvögel : 36 prosa-miniaturen + eine zugabe. Ritter Verlag, Klagenfurt 2025, ISBN 978-3-85415-686-4.

### Sekundärliteratur zu Gerhard Rühm
- Kurt Bartsch und Stefan Schwar (Hrsg.): Gerhard Rühm. Graz: Droschl 1999. (=Dossier 15) ISBN 3-85420-529-5.
- Joachim Brügge, Wolfgang Gratzer und Otto Neumaier (Hrsg.): Gerhard Rühm und die Kunst der Gegenwart. Saarbrücken: Pfau 2007, ISBN 978-3-89727-335-1.
- Thomas Eder und Klaus Kastberger (Hrsg.): Schluss mit dem Abendland! Der lange Atem der österreichischen Avantgarde. Wien: Zsolnay 2000. (= Profile 5) ISBN 3-552-04966-5.
- Thomas Eder und Paul Pechmann (Hrsg.): Die Sprachkunst Gerhard Rühms. München: Text und Kritik 2023. (Neo Avantgarden. Band 15.) ISBN 978-3-96707-492-5[7]
- Michael Fisch: Gerhard Rühm – Ein Leben im Werk (1954–2004). Ein chronologisches Verzeichnis seiner Arbeiten. Bielefeld: Aisthesis 2005, (= Bibliographien zur deutschen Literaturgeschichte 14) ISBN 3-89528-489-0.
- Michael Fisch: »Ich« und »Jetzt«: Theoretische Grundlagen zum Verständnis des Werkes von Gerhard Rühm und praktische Bedingungen zur Ausgabe seiner »Gesammelten Werke«. Bielefeld: Transcript 2010, (= Lettre) ISBN 978-3-8376-1501-2.
- Michael Fisch: I do not only commit myself – in making art – to one option. Confronting Paul de Vree and Gerhard Rühm. In: Confrontational Readings. Literary Neo-Avantgarde in Dutch and German. Herausgegeben von Inge Arteel, Lars Berners and Olivier Counter. Cambridge: Legenda 2020, S. 13–48. (Zusammen mit Dirk de Geest.) ISBN 978-1-78188-401-0
- Renate Kühn (Hrsg.): Einfacher Durchgang. Zu Poesie und Poetologie Gerhard Rühms. Bielefeld: Selbstverlag 2009. Ohne ISBN.
- Renate Kühn (Hrsg.): Doppelter Durchgang. Zu Poesie und Poetologie Gerhard Rühms. Bielefeld: Aisthesis 2010, ISBN 978-3-89528-823-4 (mit einer CD).
- Melitta Becker und Gerhard Melzer: Gerhard Rühm. In: Kritisches Lexikon der Gegenwartsliteratur. Herausgegeben von Heinz Ludwig Arnold. München: Ed. Text u. Kritik. (Vorschau)
- Samson Dietrich Sauerbier. Der Schrift-, Schau- und Bildsteller. [Über das Werk von Gerhard Rühm.] = Künstler – Kritisches Lexikon der Gegenwartskunst. Ausgabe 42, Heft 14. München 1998, ISSN 0934-1730.